# (5827) Letunov
(5827) Letunov (1990 VB15) – planetoida z pasa głównego asteroid okrążająca Słońce w ciągu 3,23 lat w średniej odległości 2,18 j.a. Odkryta 15 listopada 1990 roku.